# Thomas Fehlmann
 (février 2012).
Si vous disposez d'ouvrages ou d'articles de référence ou si vous connaissez des sites web de qualité traitant du thème abordé ici, merci de compléter l'article en donnant les références utiles à sa vérifiabilité et en les liant à la section « Notes et références ».
Thomas Fehlmann est un musicien et producteur suisse, né à Zurich en 1957.

## Biographie

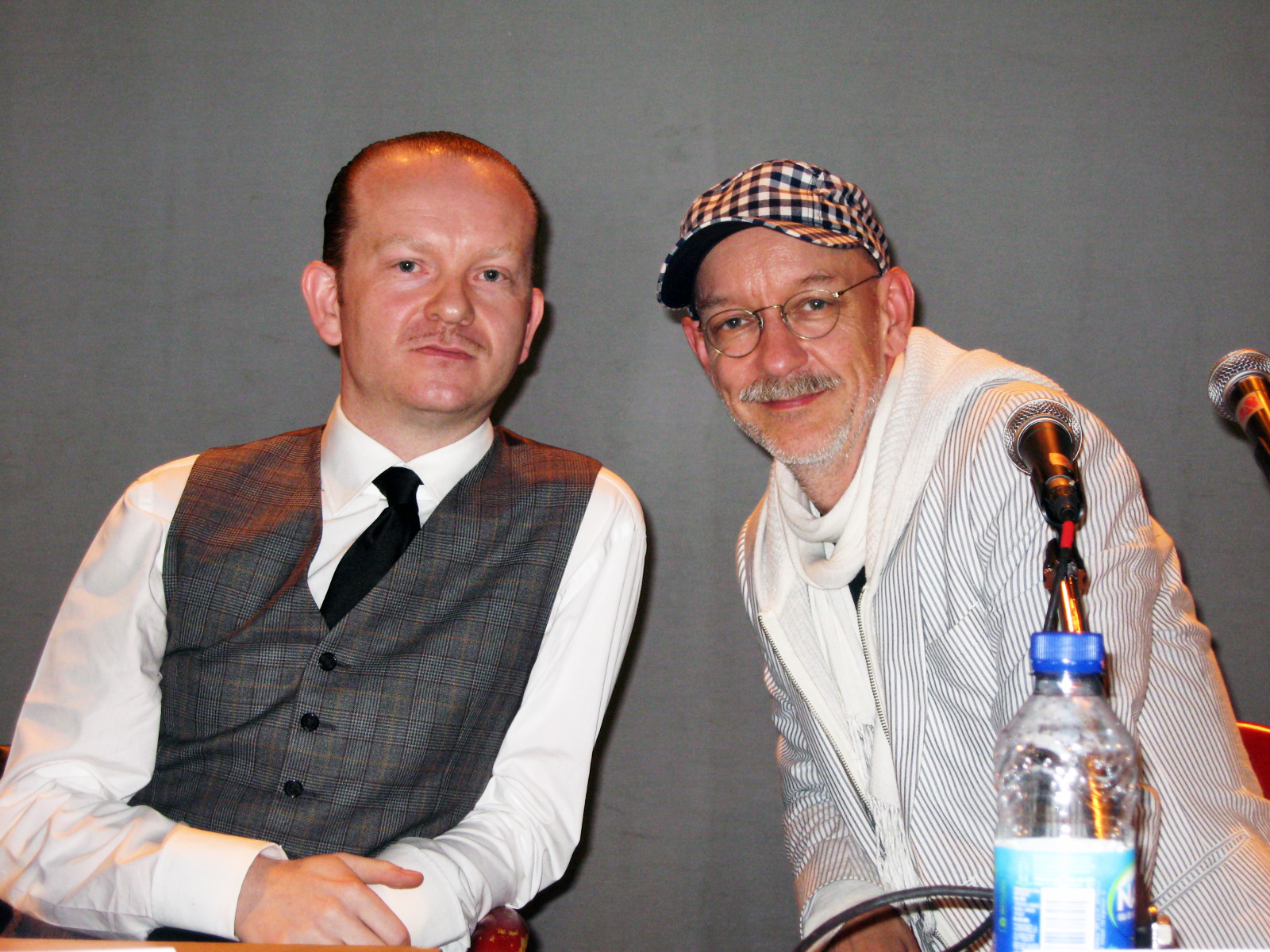
Thomas Fehlmann (à droite) avec Uwe Schmidt

Thomas Fehlmann étudie aux Beaux-arts de Hambourg de 1976 à 1980. Il forme en 1981 avec Holger Hiller Palais Schaumburg, groupe phare de la Neue Deutsche Welle, dans lequel il joue du synthétiseur et de la trompette.
Après la séparation définitive de Palais Schaumburg en 1984, Fehlmann s’installe à Berlin où il construit son propre studio ; il y compose son premier maxi auto-produit, Ready Made.
Pour soutenir la musique électronique naissante, il monte en 1988 son propre label, Teutonic Beats, qui publie entre autres Moritz von Oswald, Wolfgang Voigt et Westbam.
Il commence à collaborer en 1990 avec le groupe britannique The Orb. Sa réputation de mixeur, producteur et DJ grandit, d’abord sur la scène berlinoise à travers le club Tresor et son label Tresor Records. Sous le nom de 3MB, il collabore avec Juan Atkins, Blake Baxter, Eddie Flashin' Fowlkes et autres figures de la scène techno de Détroit.
À partir de 1995, Fehlmann développe le projet DJ Ocean Club, ainsi que l’émission de radio Ocean Club Radio. La même année, il collabore avec le groupe Erasure dont il co-produit l'album éponyme Erasure, puis avec Klaus Schulze, avant de publier ses propres albums à partir de 1998.
En 2011, il participe à la reformation de Palais Schaumburg.

## Albums
- 1998 Good Fridge
- 1999 Overflow 99
- 2002 Visions Of Blah
- 2004 Low Flow
- 2007 Honigpumpe
- 2007 Manual
- 2010 Gute Luft